# Pseudoluperus wickhami
Pseudoluperus wickhami es una especie de insecto coleóptero de la familia Chrysomelidae.
Fue descrita científicamente en 1893 por George Henry Horn.